# Габријел Гомез Мичел
Габријел Гомез Мичел (24. март 1965 — 22. или 23. септембар 2014) био је мексички педијатар, академик, и политичар који је био члан Институционалне револуционарне партије. Такође је био заменик у ЛКСИИ законодавном мексичком Конгресу.
Гомез је киднапован и убијен у септембру 2014. године.